# Freedom Toaster

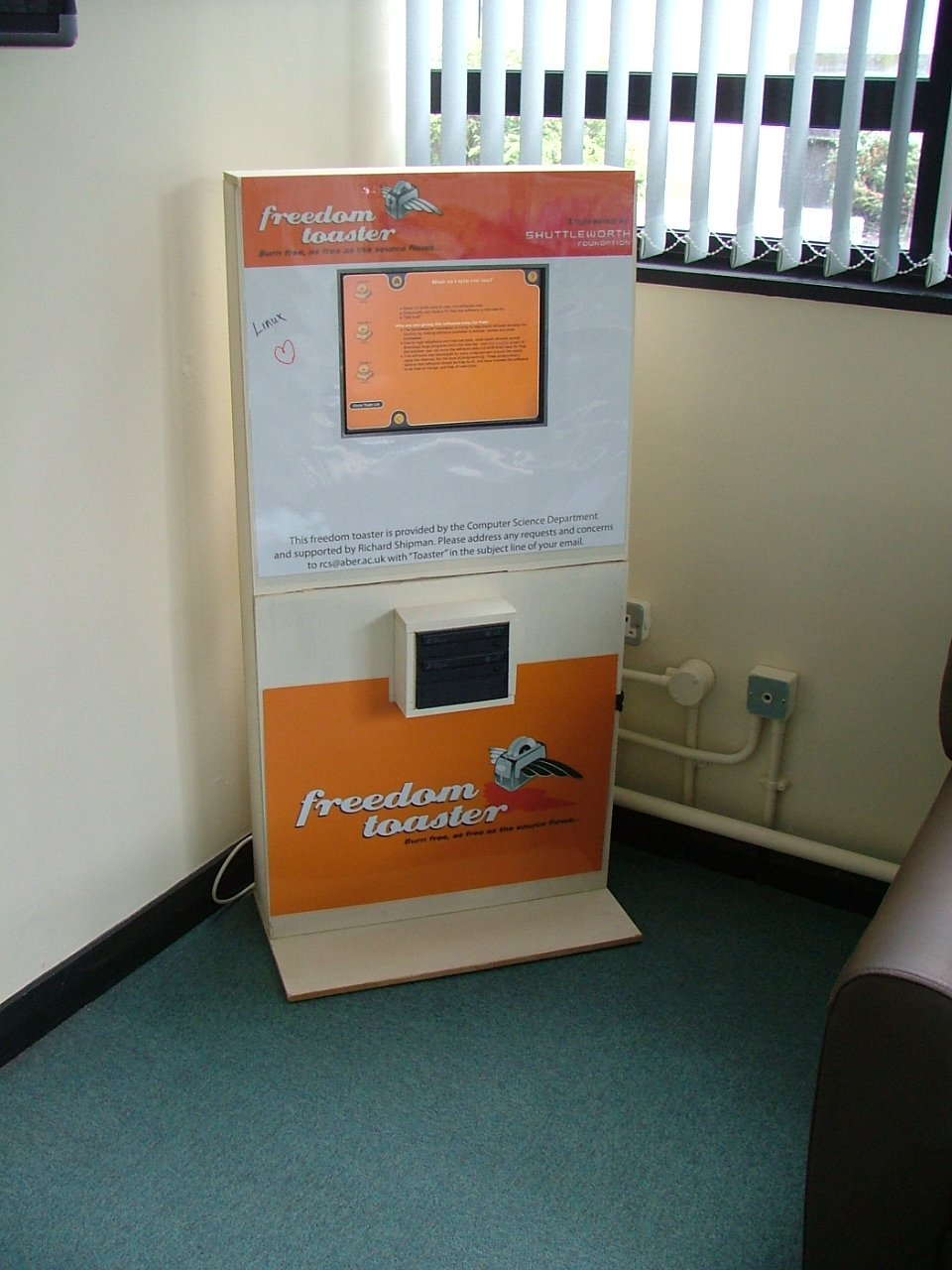
Freedom Toaster in Aberystwyth

Freedom Toaster sind an gut erreichbaren öffentlichen Plätzen in verschiedenen Ländern (zu Beginn nur in Südafrika) aufgestellte Brennstationen, mit denen die Benutzer kostenlos ihre eigenen Kopien von verschiedenen Open-Source-Softwarepaketen und anderen freien Inhalten auf mitgebrachte CD- oder DVD-Rohlinge brennen können.
Das Freedom-Toaster-Projekt dient als Mittel zur Überwindung der Schwierigkeiten, die sich auf Grund der schlechten Internet-Infrastruktur in Südafrika ergeben, wenn es darum geht, Linux oder andere Open-Source-Software herunterzuladen.
Finanziert wird das Projekt von der von Mark Shuttleworth im Oktober des Jahres 2000 gegründeten Shuttleworth Foundation.
Anfang 2007 wurde im Gebäude 9914 des Umwelt-Campus Birkenfeld die erste derartige öffentliche Brennstation in Deutschland namens Flying Toaster aufgestellt.